# Edna Deakin
Edna Deakin (1871–1946) fue una diseñadora y una de las primeras arquitectas de los Estados Unidos. Es conocida por la remodelación del edificio "Temple of the Wings" construido en Berkeley (California).

## Vida
Nació en el área de San Francisco (California); su padre fue el pintor Edwin Deakin. Estudió mecánica en la Universidad de California en Berkeley, pero abandonó esos estudios para estudiar arquitectura con su primo Clarence Dakin asitiendo a las clases de John Galen Howard.

## Trabajo arquitectónico
Después de sus estudios, Deakin trabajó un tiempo como delineante para arquitectos locales como C. W. Dickey y George T. Plowman. Se anunció como "diseñadora" y colaborado con su primo. Pueden haber estado implicados en el diseño del Studio Building en Berkeley, construido por el padre de Clarence.
Deakin y Clarence colaboraron en la restauración de un edificio inusual en Berkeley conocido como el "Temple of Wings." Fue diseñado originalmente en 1911 como una casa sin paredes por Bernard Maybeck y A. Randolph Monroe. El edificio sufrió un incendio importante en 1923. Las columnas corintias originales que aguantaban el techo sobrevivieron al fuego y fueron usadas por Deakin y Clarence en la remodelación. Concibieron un plan para cerrar la estructura, construyendo áreas residenciales con estudios de danza en las plantas bajas en ambos lados del patio abierto.
También diseñó la propiedad familiar de los D(e)akin en Telegraph and Woolsey en Berkeley.